# Pučišća

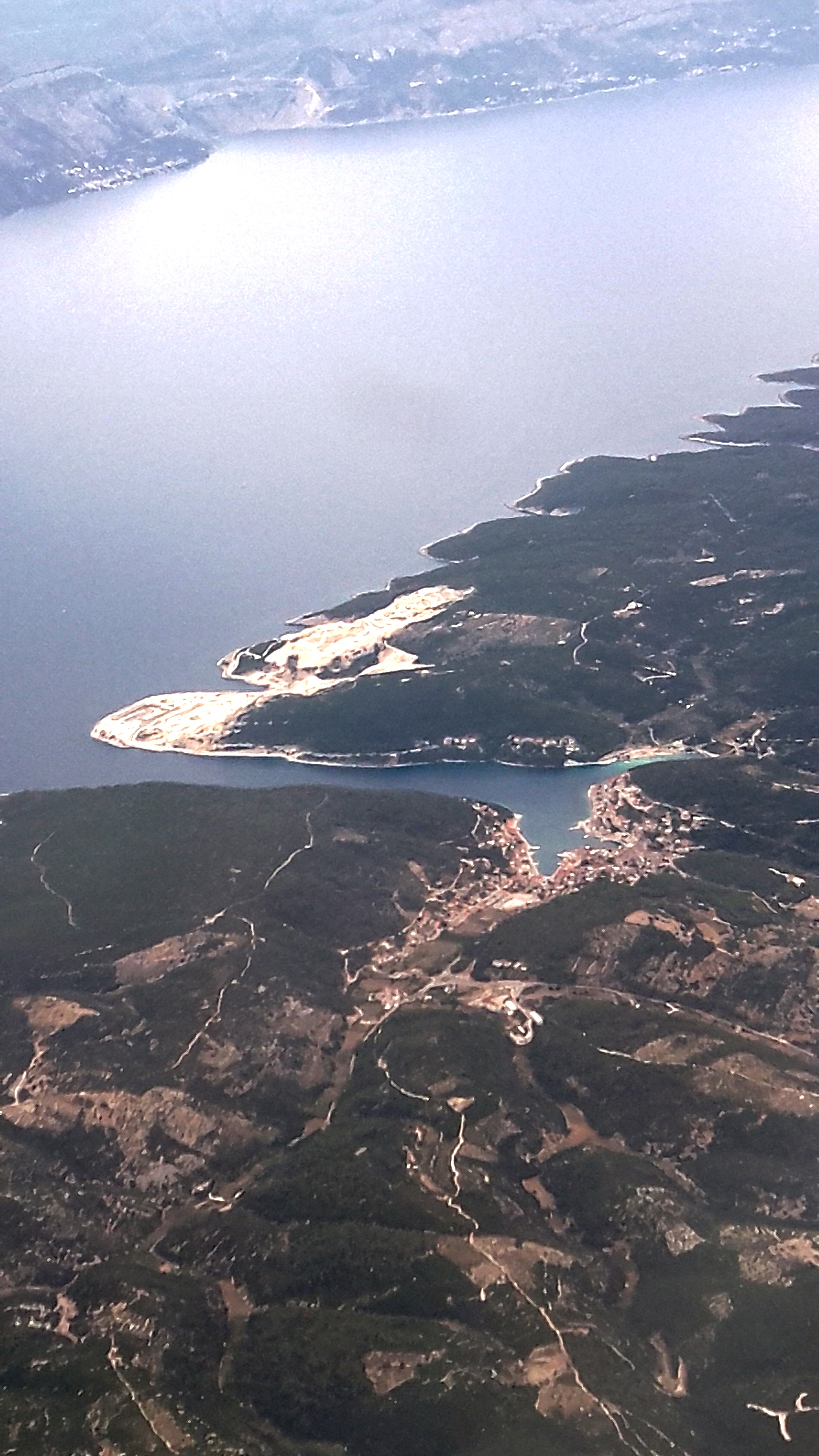
Letecký pohled na Pučišću

Pučišća (do roku 1981 Pučišće, italsky Pucischie) je vesnice, opčina a přímořské letovisko v Chorvatsku ve Splitsko-dalmatské župě, nacházející se u severního pobřeží ostrova Brač, asi 22 km východně od Supetaru. Opčina se skládá ze tří vesnic; Gornji Humac, Pražnica a Pučišća. V roce 2011 žilo v celé opčině 2 171 obyvatel, z čehož 1 529 obyvatel žilo v Pučišći, 371 v Pražnici a 271 v Gornjim Humaci.
Sousedními vesnicemi jsou Postira a Pražnica.